# Nolandella
Nolandella – rodzaj ameb należących do supergrupy Amoebozoa w klasyfikacji Cavaliera-Smitha.
Należą tutaj następujące gatunki:
- Nolandella hibernica (Page 1980)[2]